# Kazuya Miyahara
Kazuya Miyahara (宮原和也, Miyahara Kazuya), né le 22 mars 1996 à Hiroshima au Japon, est un footballeur japonais. Il évolue au poste d'arrière droit au Tokyo Verdy.

## Biographie

### Sanfrecce Hiroshima
Né à Hiroshima au Japon, Kazuya Miyahara fait ses débuts en professionnel avec le club de sa ville natale, le Sanfrecce Hiroshima, disputant son premier match le 25 février 2014, lors d'une rencontre de Ligue des champions de l'AFC contre le Beijing Guoan. Il entre en jeu à la place de Hisato Satō, lors de ce match où les deux équipes se partagent les points (1-1). Il joue sa première rencontre de J1 League le 1er mars 2014, contre le Cerezo Osaka. Il entre en jeu à la place de Satoru Yamagishi, lors de cette rencontre remportée par son équipe (0-1).

### Nagoya Grampus
Le 26 décembre 2016, Kazuya Miyahara est prêté par le club du Sanfrecce Hiroshima au Nagoya Grampus, qui évolue alors en deuxième division. Il joue son premier match le 26 février 2017, lors de la première journée de la saison 2017 contre le Fagiano Okayama. Il est titularisé dans une défense centrale à trois, et son équipe l'emporte par deux buts à zéro. Le club est promu à l'issue de la saison 2017, Miyahara retrouve alors la J1 League.
Le 18 décembre 2018, est annoncé le transfert définitif de Miyahara au  Nagoya Grampus.
Il inscrit son premier but pour Nagoya le 15 juin 2019 face à l'Oita Trinita, en championnat. Son but permet à son équipe de faire match nul à l'extérieur (1-1).

### Tokyo Verdy
En janvier 2023, Kazuya Miyahara rejoint le Tokyo Verdy. Le transfert est annoncé dès le 19 décembre 2022 et il signe un contrat de deux ans, soit jusqu'en décembre 2024.

### En sélection
Avec l'équipe du Japon des moins de 17 ans, il participe à la Coupe du monde des moins de 17 ans en 2013. Lors du mondial junior organisé aux Émirats arabes unis, il joue trois matchs. Le Japon s'incline en huitièmes de finale face à la Suède. Miyahara officie comme capitaine de la sélection japonaise lors de ce match.

## Palmarès

### En club
Sanfrecce Hiroshima
- Championnat du Japon (1) :
  - Champion : 2015.

 Nagoya Grampus
- Coupe de la Ligue japonaise (1) :
  - Vainqueur : 2021.